# Milionario su misura
Milionario su misura (The Perfect Specimen) è un film statunitense del 1937 diretto da Michael Curtiz e interpretato da Errol Flynn e Joan Blondell. La sceneggiatura si basa su Perfect specimen, romanzo di Samuel Hopkins Adams pubblicato a New York nel 1936.

## Trama
Gerald Wicks, l'erede di una grande fortuna, non è mai uscito dalla villa della sua infanzia, dove vive insieme alla nonna che provede alla sua istruzione. Qui conosce la giornalista Mona Carter con la quale inizia un'avventura.

## Produzione
Il film fu prodotto dalla First National Pictures e dalla Warner Bros. Il romanzo di Adams, prima di essere pubblicato in volume, uscì a puntate nel dicembre 1935 su Cosmopolitan.

## Distribuzione
Distribuito dalla Warner Bros., il film fu presentato in prima a New York il 23 ottobre 1937. Il copyright del film, richiesto dalla Warner Bros. Pictures, Inc., fu registrato il 5 ottobre 1937 con il numero LP7512.